# 28a cerimònia dels Premis César
La 28a cerimònia dels Premis César — també coneguts com Nuit des César — que premiava les pel·lícules estrenades el 2002, va tenir lloc el 22 de febrer de 2003 al Théâtre du Châtelet.
Va ser presentada per Nathalie Baye i fou retransmesa a Canal+. A causa de la defunció, l’11 de gener de 2003 del director Maurice Pialat i, l’11 de febrer de 2003, de la del productor i president de l'Académie des arts et techniques du cinéma Daniel Toscan du Plantier, la cerimònia excepcionalment no va tenir cap president. Els dos homes van ser homenatjats per Gérard Depardieu, Géraldine Pailhas, Antoine Pialat i Isabelle Huppert. D'altra banda els estatunidencs Michael Moore
Streep i Lee, juntament amb Moore, destaquen pels seus discursos contra Bush i sobre la futura guerra de l'Iraq

## Presentadors i ponents
- Géraldine Pailhas, mestressa de cerimònies
- Charlotte Rampling, per la presentació del César a la millor pel·lícula
- Nathalie Baye, per la presentació del César Honorari a Meryl Streep
- Costa-Gavras, per la presentació del César Honorari a Spike Lee
- Bulle Ogier, per l'entrega del César Honorari a Bernadette Lafont
- Isabelle Huppert, per l'homenatge a Daniel Toscan du Plantier
- Artus de Penguern, per la presentació del César a la millor edició
- Jeanne Moreau, per la presentació del César a la millor pel·lícula de la Unió Europea
- Olivia Bonamy, pel premi César al millor curtmetratge
- Alain Chabat
- Anna Galiena
- Eduardo Noriega, Anna Mouglalis
- Emmanuelle Seigner
- José Garcia, Isabelle Doval
- Julie Depardieu

## Desenvolupament
La gran triomfadora va ser El pianista de Roman Polanski, que de deu nominacions va guanyar set premis: millor pel·lícula, millor director, millor actor, millor música, millor fotografia, millor decorat i millor so. Per contra, les grans perdedores van ser 8 femmes, de François Ozon, que de 12 nominacions no va obtenir cap premi, Amen. de Costa-Gavras, que de nou nominacions només va guanyar el premi al millor guió i Una casa de bojos, de Cédric Klapisch, el premi a la millor actriu revelació. En aquesta edició es va entrega per primer cop del premi a la millor pel·lícula europea, que s'atorga a l'espanyol Pedro Almodóvar per Hable con ella D'altra banda, Michael Moore, premi a la millor pel·lícula estrangera, i Meryl Streep i Spike Lee, premis d'honor. destacaren pels seus discursos contra George Bush i sobre la futura guerra de l'Iraq.

## Guanyadors i nominats
Els guanyadors s'indiquen en negreta.
| Millor pel·lícula - El pianista, dirigida per Roman Polanski, produïda per Robert Benmussa, Roman Polanski i Alain Sarde - 8 femmes, dirigida per François Ozon, produïda per Olivier Delbosc i Marc Missonnier - Amen., dirigida per Costa-Gavras, produïda per Andrei Boncea i Michèle Ray-Gavras - Una casa de bojos, dirigida per Cédric Klapisch, produïda per Bruno Levy - Être et avoir, dirigida per Nicolas Philibert, produïda per Gilles Sandoz | Millor director - Roman Polanski per El pianista - Costa-Gavras per Amen. - Cédric Klapisch per Una casa de bojos - François Ozon per 8 femmes - Nicolas Philibert per Être et avoir |
| Millor actor - Adrien Brody per El pianista - Daniel Auteuil per L'Adversaire - François Berléand per Mon idole - Bernard Campan per Se souvenir des belles choses - Mathieu Kassovitz per Amen. | Millor actriu - Isabelle Carré per Se souvenir des belles choses - Fanny Ardant per 8 femmes - Isabelle Huppert per 8 femmes - Ariane Ascaride per Marie-Jo et ses deux amours - Juliette Binoche per Jet lag |
| Millor actor secundari - Bernard Le Coq per Se souvenir des belles choses - François Cluzet per L'Adversaire - Gérard Darmon per Astérix et Obélix : Mission Cléopâtre - Jamel Debbouze per Astérix et Obélix : Mission Cléopâtre - Denis Podalydès per Embrassez qui vous voudrez | Millor actriu secundària - Karin Viard per Embrassez qui vous voudrez - Dominique Blanc per C'est le bouquet ! - Danielle Darrieux per 8 femmes - Emmanuelle Devos per L'Adversaire - Judith Godrèche per Una casa de bojos |
| Millor actor revelació - Jean-Paul Rouve per Monsieur Batignole - Lorànt Deutsch per Trois Zéros - Morgan Marinne per Le Fils - Gaspard Ulliel per Embrassez qui vous voudrez - Malik Zidi per Un moment de bonheur | Millor actriu revelació - Cécile de France per Una casa de bojos - Émilie Dequenne per Une femme de ménage - Mélanie Doutey per Le Frère du guerrier - Marina Foïs per Filles perdues, cheveux gras - Ludivine Sagnier per 8 femmes |
| Millor pel·lícula estrangera - Bowling for Columbine de Michael Moore - IChi-hwa-seon de Im Kwon-taek - El viatge de Chihiro de Hayao Miyazaki - Minority Report de Steven Spielberg - Ocean's Eleven de Steven Soderbergh | Millor primera pel·lícula - Se souvenir des belles choses de Zabou Breitman - Carnages de Delphine Gleize - Filles perdues, cheveux gras de Claude Duty - Irène d'Ivan Calbérac - Mon idole de Guillaume Canet |
| Millor pel·lícula de la Unió Europea - Hable con ella de Pedro Almodóvar - 11′09″01 September 11, de Youssef Chahine , Amos Gitaï , Alejandro González Iñárritu , Shōhei Imamura , Claude Lelouch , Ken Loach , Samira Makhmalbaf , Mira Nair , Idrissa Ouedraogo , Sean Penn i Danis Tanović - Gosford Park de Robert Altman - Mies vailla menneisyyttä d'Aki Kaurismäki - Sweet Sixteen de Ken Loach                                                     | Millor guió original o adaptació - Costa-Gavras i Jean-Claude Grumberg per Amen. adaptat de l’obra de teatre Le Vicaire de Rolf Hochhuth - Michel Blanc per Embrassez qui vous voudrez adaptat de la novel·la Vacances Angleses de Joseph Connolly - Ronald Harwood per El pianista adaptat de l'autobiografia epònima de Władysław Szpilman - Cédric Klapisch per Una casa de bojos - François Ozon i Marina de Van per 8 femmes adapté de la peça de teatre homònima de Robert Thomas |
| Millor música - Wojciech Kilar per El pianista - Armand Amar per Amen. - Antoine Duhamel per Laissez-passer - Krishna Levy per 8 femmes | Millor fotografia - Paweł Edelman per El pianista - Patrick Blossier per Amen. - Jeanne Lapoirie per 8 femmes |
| Millor decorat - Allan Starski per El pianista - Hoang Thanh At per Astérix et Obélix : Mission Cléopâtre - Emile Ghigo per Laissez-passer - Arnaud de Moléron per 8 femmes | Millor muntatge - Nicolas Philibert per Être et avoir - Hervé de Luze per El pianista - Francine Sandberg per Una casa de bojos |
| Millor so - Jean-Marie Blondel, Gérard Hardy, Dean Humphreys, per El pianista - Dominique Gaborieau i Pierre Gamet per Amen. - Pierre Gamet, Benoît Hillebrand i Jean-Pierre Laforce per 8 femmes | Millor vestuari - Philippe Guillotel, Tanino Liberatore, Florence Sadaune per Astérix et Obélix : Mission Cléopâtre - Pascaline Chavanne per 8 femmes - Anna B. Sheppard per El pianista |
| Millor curtmetratge - Peau de vache de Gérald Hustache-Mathieu - Candidature d'Emmanuel Bourdieu - Ce vieux rêve qui bouge d'Alain Guiraudie - Squash de Lionel Bailliu | César d'honor - Bernadette Lafont - Spike Lee - Meryl Streep |